# Konkowo (Metro Moskau)
Konkowo (russisch Конько́во) ist ein U-Bahnhof der Metro Moskau im gleichnamigen Moskauer Stadtteil.

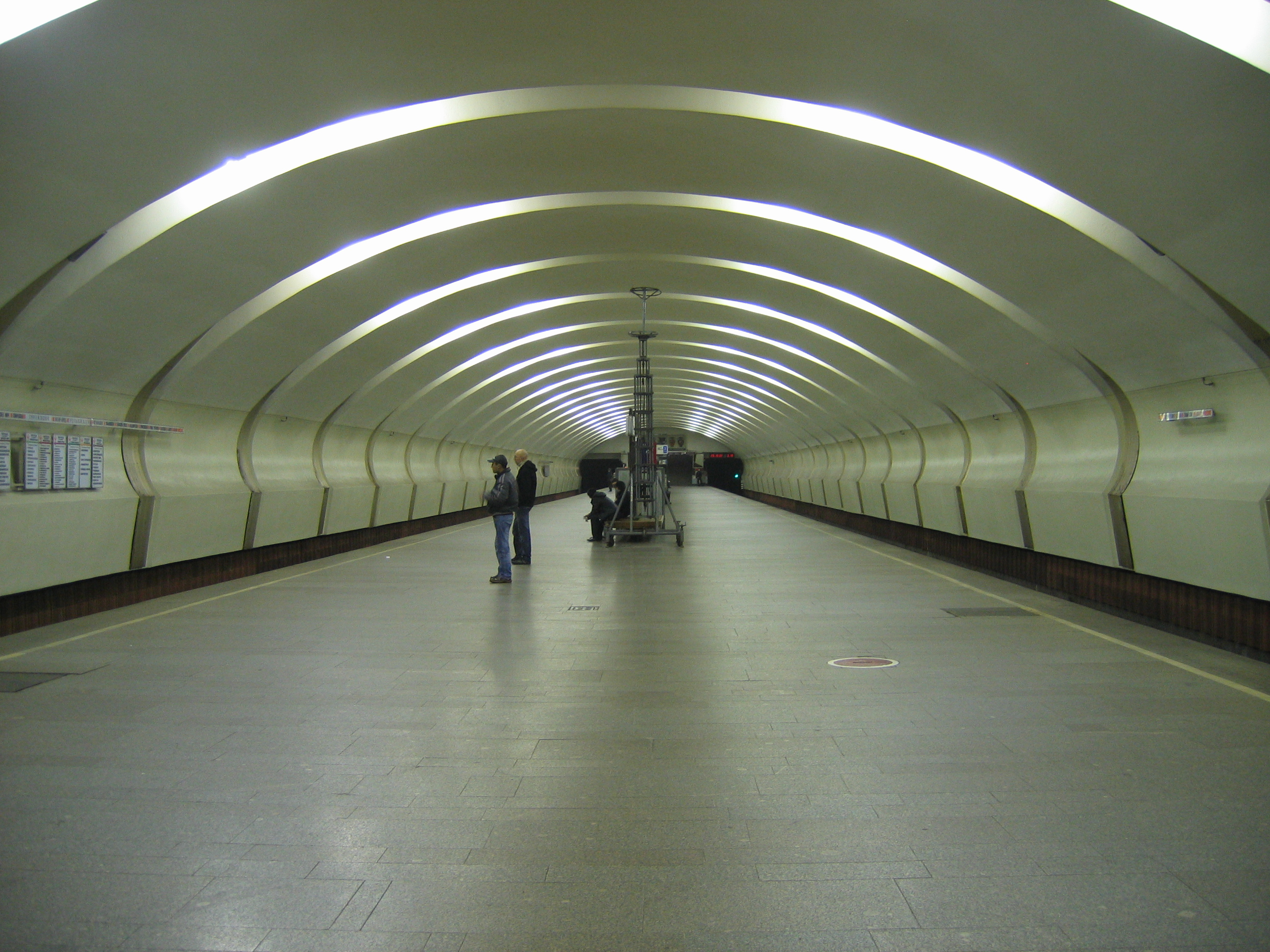
U-Bahn-Station Konkowo

Der U-Bahnhof Konkowo liegt an der Kaluschsko-Rischskaja-Linie. Die Station wurde am 6. November 1987 mit der Inbetriebnahme der Teilstrecke von Beljajewo nach Tjoply Stan eröffnet und wurde mit dem Stand von 2002 von rund 46.400 Personen täglich genutzt.
Der U-Bahnhof wurde unterirdisch in einer Tiefe von acht Metern angelegt und verfügt, wie die meisten zu dieser Zeit erbauten U-Bahnhöfe in Moskau, über eine eingewölbige Bahnsteighalle, die aus den durchgehenden Nischen im Gewölbe beleuchtet wird. Der Ausgang erfolgt über Treppen an beiden Enden des Mittelbahnsteigs, die jeweils in eine Schalterhalle führen. Von dort aus erreicht man die Ausgänge über eine Fußgängerunterführung.